# Relaciones España-Venezuela
Las relaciones España-Venezuela son las relaciones exteriores entre el Reino de España y la República Bolivariana de Venezuela. Ambos países son miembros de pleno derecho de la ABINIA, la ASALE, la AICO, el CAF, la CEPAL, el CERLALC, la COMJIB, la COPANT, la FELABAN, la Fundación EU-LAC, el IICA, la OEI, la OISS, la OIJ, la ONU y la SEGIB. También comparten su pertenencia al sistema de Cumbres Iberoamericanas.

## Historia

### Periodo colonial
Una expedición española dirigida por Alonso de Ojeda, mientras que navega a lo largo de la costa norte de América del Sur en 1499, dio el nombre de  Venezuela  ("pequeña Venecia", en español) al Golfo de Venezuela, debido a su similitud con la famosa  ciudad italiana.
La colonización española de la parte continental de Venezuela comenzó en 1522. España estableció su primer asentamiento permanente de América del Sur en la ciudad actual de Cumaná. Cuando los colonizadores españoles comenzaron a llegar, los indígenas vivían principalmente en grupos como agricultores y cazadores: a lo largo de la costa, en la cordillera de los Andes, ya lo largo del río Orinoco. En 1527, Coro fue fundada por Juan de Ampíes, el primer gobernador de la provincia de Venezuela. Coro sería la capital de la provincia hasta 1546, seguido de El Tocuyo (1546-1577), hasta que la capital se trasladó a Caracas en 1577 por Juan de Pimentel.
Klein-Venedig (Pequeña Venecia) era la parte más importante de la colonización alemana de las Américas, 1528-1546, en el que la familia  Augsburgo-Welser de banqueros obtuvo los derechos coloniales en la provincia de Venezuela a cambio de créditos frente al  Carlos I de España. La motivación principal fue la búsqueda de la legendaria ciudad de oro de El Dorado. La empresa fue llevado inicialmente por Ambrosio Alfinger, que fundó Maracaibo en 1529. Después de la muerte de la primera Alfinger (1533) y luego su sucesor Nicolás Federmann, Jorge de Espira (1540), Philipp von Hutten exploraron en el interior, y en su ausencia de la capital de la provincia de la corona de España reivindica el derecho de nombrar gobernador. Al regreso de Hutten a la capital, Coro, en 1546, el gobernador español Juan de Carvajal ejecutó a Hutten y Welser Bartholomeus VI, y posteriormente revocó a Charles Welser Carta.
En 1634 cuatrocientos holandeses al mando de Johannes van Walbeeck ocuparon las islas de Curaçao, Bonaire y Aruba, que España no volvería a recuperar. Al momento de la llegada de los holandeses vivían en Curazao 32 españoles, de los que 11 eran niños. Estos parten para tierra firme venezolana junto con los indígenas arawacos, que se negaban a jurar lealtad a los holandeses. 
En 1717 Venezuela es transferida desde la jurisdicción de la Real Audiencia de Santo Domingo al virreinato de Nueva Granada
La Real Compañía Guipuzcoana de Caracas se establece en 1728 y deviene en un ente monopolizador del comercio del cacao y de la venta de productos importados directamente de España, tales como vinos, trigo, telas y hierro, eliminando tanto para los productores como para los consumidores locales la posibilidad de acceder a otro mercado, lo cual genera enormes fricciones sociales y animadversión de productores y comerciantes criollos en contra de dicha compañía, sus medidas y sobre todo, sus prácticas con respecto a la fijación de precios de las mercancías.
En 1777 Carlos III firma la Real Cédula del 8 de septiembre y crea la Capitanía General de Venezuela, uniendo a la provincia de Venezuela las provincias de Maracaibo, Guayana y Cumaná, la provincia de Trinidad y la provincia de Margarita. Para ese entonces, el cacao representa un 85% de las exportaciones de Venezuela, aunque en las siguientes décadas esta proporción disminuye por la creciente importancia del café y del añil.
En febrero de 1797, los británicos bajo el mando de Ralph Abercromby atacaron la provincia de Trinidad con 17 barcos. José María Chacón y Sánchez de Soto, el último gobernador español, capituló. Trinidad y Tobago fueron ocupadas y muchos de su habitantes se refugiaron en la costa firme.

### Independencia

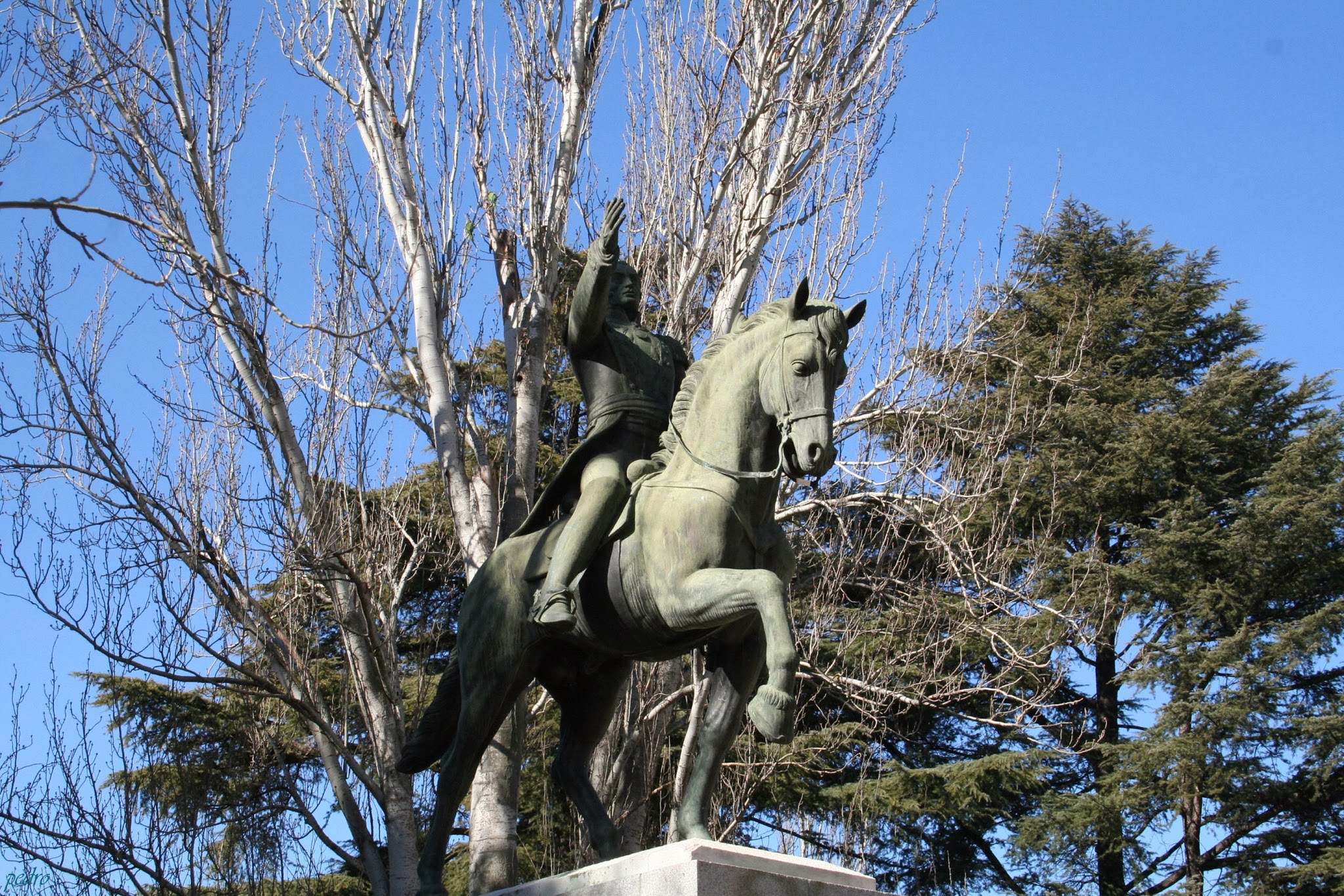
Estatua de Simón Bolívar en Madrid

Las noticias de las pérdidas españolas en las guerras napoleónicas pronto llegaron a América Latina, pero solo el 19 de abril de 1810 hicieron el "cabildo" 1808 de Caracas decidiendo seguir el ejemplo dado por las provincias de España dos años anteriores. El 5 de julio de 1811, siete de las diez provincias de la Capitanía General de Venezuela declararon su independencia en la Declaración de Independencia de Venezuela. La Primera República de Venezuela se perdió en 1812 a raíz del terremoto de 1812, Caracas y la Batalla de La Victoria (1812). Simón Bolívar condujo una "Campaña Admirable" para retomar Venezuela, se estableció la Segunda República de Venezuela en 1813, pero esto no duró mucho, cayendo a una combinación de un levantamiento local y Reconquista española de la Nueva Granada.
En diciembre de 1819, el Congreso de Angostura declarada a Gran Colombia un país independiente. Después de dos años más de guerra, que mató a la mitad de la población blanca de Venezuela, el país logró su independencia de España en 1821 bajo el liderazgo de Simón Bolívar. La Campaña Libertadora de Nueva Granada 1819-1820 habilitó a Venezuela para lograr una independencia de España. Venezuela, junto con Colombia, Ecuador y Panamá, formó parte de la República de la Gran Colombia hasta 1830, cuando Venezuela se separó y se convirtió en un país soberano e independiente.

### Post independencia
España y Venezuela establecieron relaciones diplomáticas en 1846 después de la firma de un "Tratado de Paz y Amistad". Durante la guerra civil española (1936-1939), Venezuela, bajo el presidente Eleazar López Contreras mantuvo relaciones diplomáticas con el General Francisco Franco. De 1946 a 1958, Venezuela fue el segundo mayor receptor de migrantes españoles (después de la Argentina) con más de 45 000 migrantes españoles que llegaron al país. El 5 de abril de 1949 la dictadura de Carlos Delgado Chalbaud reestablece las relaciones con la dictadura de Francisco Franco que se habían suspendido.

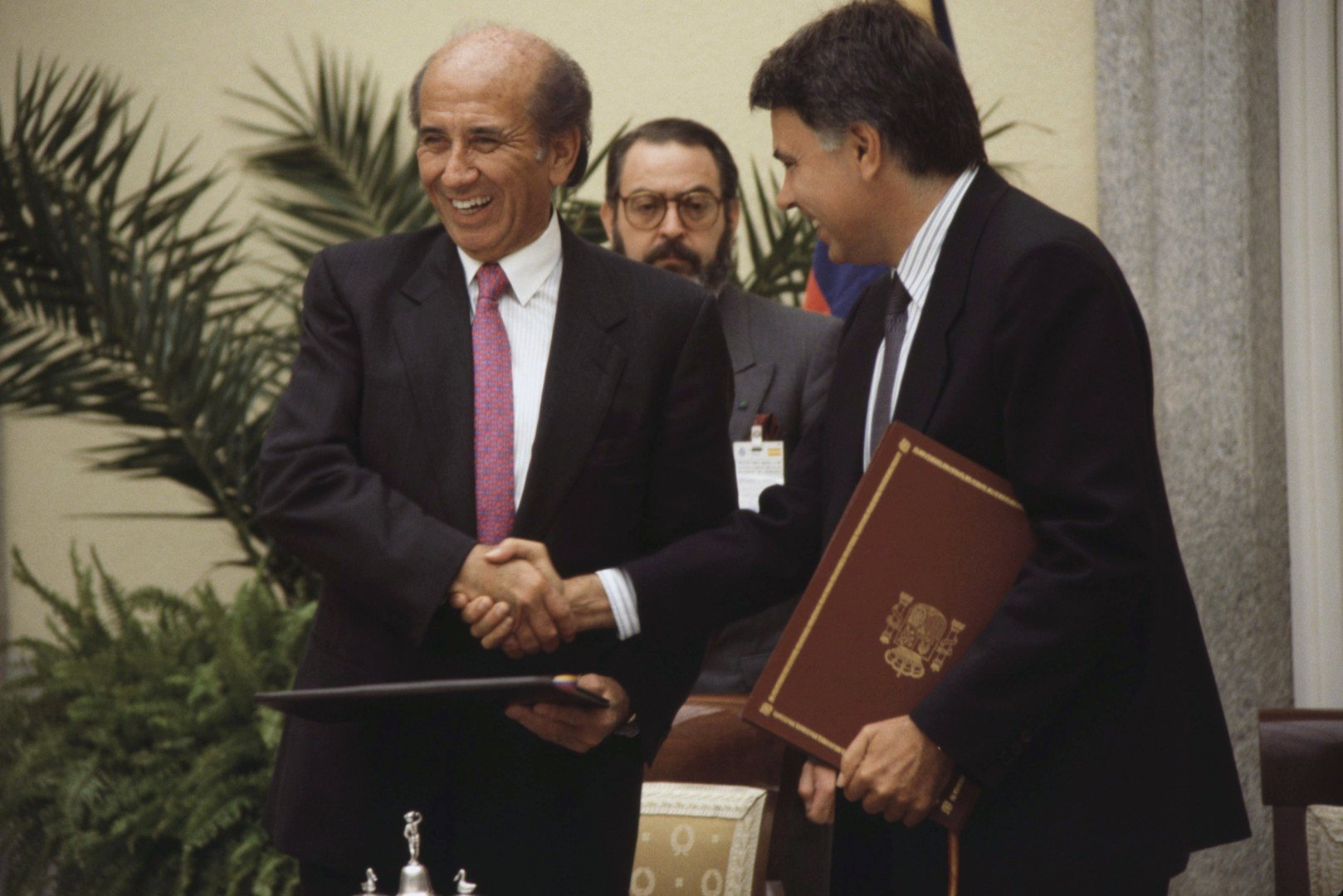
Felipe González y el presidente de Venezuela Carlos Andrés Pérez firman el Tratado de Amistad y Cooperación entre España y Venezuela.

En octubre de 1976, el Rey Juan Carlos I de España realizó una visita oficial a Venezuela (su primera de cuatro visitas). El gobierno de Carlos Andrés Pérez apoyó la Transición española, jugando un papel en las negociaciones para que el Partido Socialista Obrero Español (PSOE) y el Partido Comunista de España fueran legalizados.

### Revolución bolivariana
Desde el comienzo del chavismo en Venezuela, ambos países han mantenido unas relaciones diplomáticas bastante tensas, siendo menos tensas en los periodos de gobierno socialista en España (gobiernos encabezados por el Partido Socialista Obrero Español (PSOE)) y más tensas e incluso rupturistas en los periodos de gobierno conservadores en España (gobiernos encabezados por el Partido Popular (PP).
En 2002, hubo una fuerte tensión diplomática cuando el Presidente de Venezuela, Hugo Chávez acusó al Presidente del Gobierno de España, José María Aznar, de haber apoyado el golpe del 11 de abril a través del embajador español en Caracas, Manuel Viturro. En noviembre de 2005 Venezuela firma un acuerdo con España para la compra de 12 aviones y ocho fragatas construidas por el grupo EADS-CASA y los astilleros navales Navantia. Se trata de diez aviones de transporte C-295, dos aviones de vigilancia marítima CN-235 y cuatro patrulleras de vigilancia costera y cuatro corbetas por 1.700 millones de euros (unos 2.000 millones de dólares).
Las acusaciones se repitieron en la XVII Cumbre Iberoamericana en noviembre de 2007, cuando el ejecutivo español era encabezado por el presidente José Luis Rodríguez Zapatero, quien intentó acallar al presidente venezolano antes de que el rey de España, Juan Carlos I pronunciase el famoso «¿Por qué no te callas?» dirigido a Hugo Chávez.

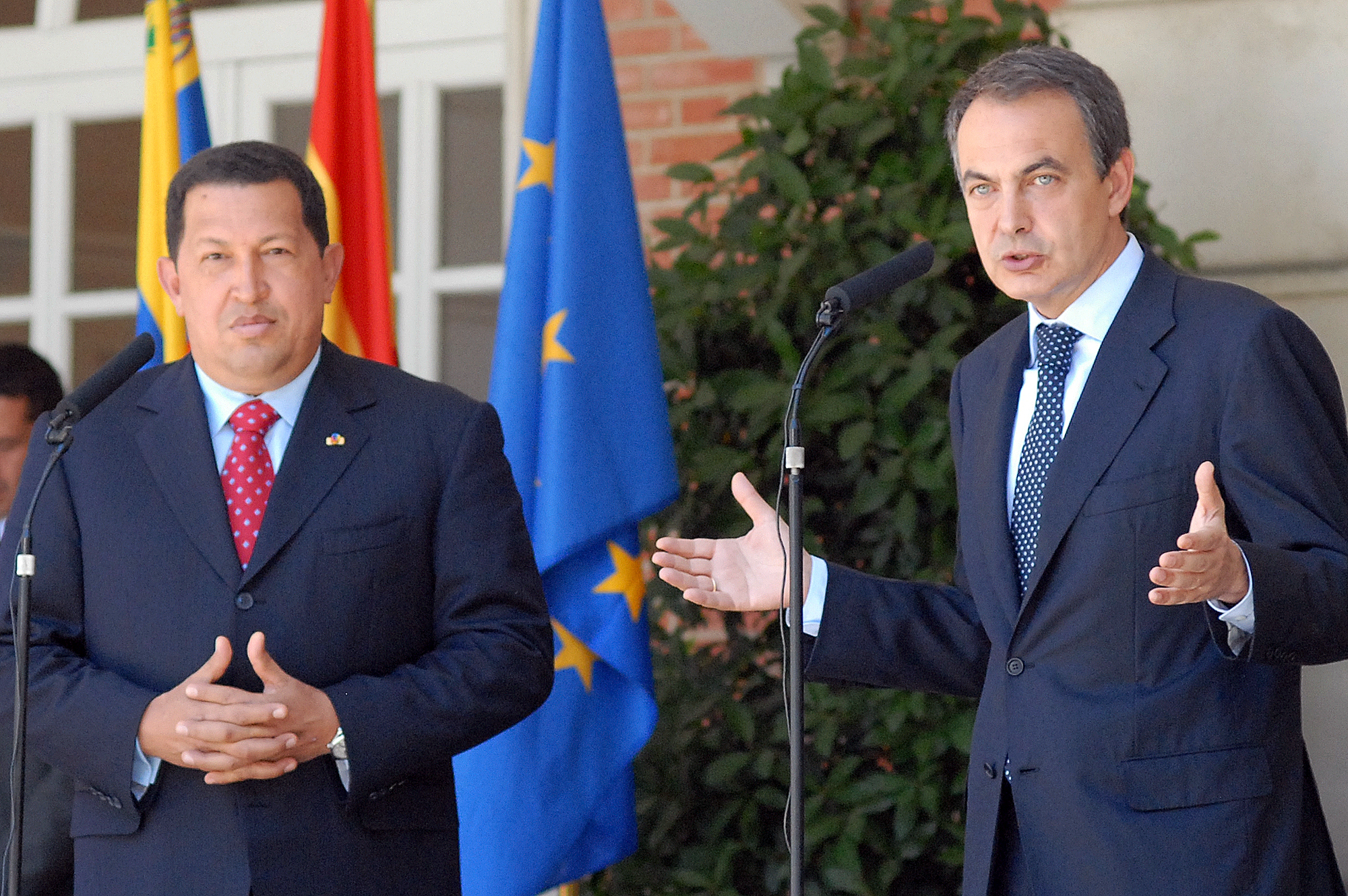
José Luis Rodríguez Zapatero en una rueda de prensa con el presidente de Venezuela Hugo Chávez.

A pesar del incidente con el rey, durante el gobierno de José Luis Rodríguez Zapatero, las relaciones mejoraron e incluso se llegaron a firmar acuerdos de cooperación y comercio, como la venta de diverso material militar por parte de España a la República bolivariana. La complicidad entre ambos gobiernos fue relativa, y las relaciones mucho mejores que con la oposición.
Durante la visita como observador internacional del referéndum constitucional del eurodiputado español del PP Luis Herrero a Venezuela, este fue expulsado del país por las autoridades venezolanas por referirse a Chávez como dictador. Varios países latinoamericanos, entre ellos Venezuela, han refugiado a miembros de la organización terrorista ETA buscados en España y Francia, siendo Canadá y Estados Unidos los únicos países americanos que clasificaron esta organización como grupo terrorista.
En 2013, durante la crisis diplomática por el incidente del avión presidencial de Bolivia, Venezuela centró las acusaciones contra el gobierno español de Mariano Rajoy, amenazando con revisar las relaciones bilaterales e imponer sanciones muy negativas en un clima bilateral muy tenso desde la elección de Nicolás Maduro como nuevo presidente de Venezuela en las elecciones de abril cuya legitimidad se había puesto en duda por España.
En 2014, las relaciones llegaron a un punto de ruptura después de la acogida oficial de Lilian Tintori (esposa del opositor venezolano Leopoldo López) por parte del gobierno de España. Nicolás Maduro anunció a finales de octubre de ese año que las relaciones serían revisadas, llegando a un punto de ruptura de relaciones en la práctica. Durante la misma, en diciembre del mismo año, el presidente venezolano responsabilizó al expresidente español, José María Aznar de la muerte de más de un millón de iraquíes, refiriéndose a la participación española en la guerra de Irak.
Entre marzo de 2015 y abril de 2016 los ejecutivos de ambos países se sucedieron una serie de insultos y encontronazos comenzados con las acusaciones de Venezuela a España de apoyar a la "oposición terrorista" de Venezuela y que continuaron con las acusaciones directas al Presidente español, Mariano Rajoy, y al expresidente, Felipe González, cuando este anunció que estaba valorando ejercer de abogado de defensa de líderes opositores de Venezuela encarcelados. En febrero de 2017, continuaron las desavenencias cuando Rajoy pidió «justicia, derechos humanos y libertad para los presos políticos», a lo que Maduro respondió llamándole «protector de delincuentes y asesinos».
El 25 de enero de 2018, el gobierno venezolano de Nicolás Maduro nombró al embajador español en Caracas, Jesús Silva Fernández, persona non grata y lo expulsó en respuesta a las supuestas agresiones e injerencias de España en Venezuela, según el comunicado de su cancillería se toma tras las sanciones de la Unión Europea contra siete altos dirigentes chavistas. En «estricta reciprocidad», el Gobierno de España hizo lo mismo con el embajador Venezolano en España. Las relaciones se restablecieron el 19 de abril del mismo año, durante la crisis diplomática de Venezuela con Panamá y en medio de duras sanciones de la comunidad internacional contra la República bolivariana.
El 26 de enero de 2019, en el contexto de la crisis presidencial de Venezuela, el presidente del Gobierno español, Pedro Sánchez, instó a Nicolás Maduro a la convocatoria inmediata de elecciones en el plazo de 8 días, en cuyo caso  contrario Sánchez anunció que el Gobierno de España pasaría a «reconocer» como presidente a Juan Guaidó. Anteriormente a este anuncio, Sánchez ya había contactado mediante una llamada telefónica con Guaidó, circunstancia que había sido reprochada por Maduro criticando a lo que llamó «la España colonialista y reciente de siempre, que desprecia a Venezuela». Por otra parte, en 2022, la prensa española denunció que en el Gobierno de Maduro se documentaron al menos once masacres contra los pueblos indígenas, una represión sistemática, especialmente en los estados Bolívar, Delta Amacuro y Amazonas, donde el régimen ha implementado una zona para explotar los recursos del Arco Minero del Orinoco (AMO), mediante la implementación de la minería ilegal.
En septiembre de 2024 crece las tensión entre España y Venezuela, el gobierno venezolano llama a consultas al embajador español Ramón Santos Martínez en Caracas, luego que la ministra de Defensa de España, Margarita Robles, se ha referido al Gobierno de Nicolás Maduro como una "dictadura". Caracas llamó a su embajadora en Madrid Gladys Gutiérrez luego que el Congreso de España aprobará reconocer a Edmundo González como presidente electo de Venezuela con un total de 177 a favor y 164 en contra, además de una abstención, la de José Luis Ábalos.  El presidente del Parlamento Jorge Rodríguez pide romper relaciones diplomáticas y comerciales con España. El 18 de septiembre el Senado de España también aprobó reconocer a Edmundo González Urrutia como presidente electo de Venezuela. Con una votación de 149 votos a favor, 102 en contra y 2 abstenciones. Apoyado por la fuerza de la oposición el Partido Popular (PP),
En septiembre de 2024 el gobierno acusa de terroristas a dos turista españoles detenidos en Puerto Ayacucho por cruzar una zona militar, fueron presentados por Diosdado Cabello  asegurando que junto con la CIA planeaban asesinar a Nicolás Maduro, Delcy Rodríguez. También Cabello los culpa de un plan para asesinar a la alcaldesa de Upata, Yulisbeth García. España ha negado que los dos ciudadanos españoles detenidos en Venezuela pertenezcan al Centro Nacional de Inteligencia (CNI).

## Acuerdos bilaterales
A lo largo de los años, ambas naciones han firmado varios convenios y tratados, como el Tratado de Comercio y Navegación (1882); Acuerdo de transporte aéreo (1972); Acuerdo de Cooperación Técnica (1974); Acuerdo de Cooperación Cultural (1976); Tratado de Extradición (1990); Acuerdo sobre la supresión de la visa (1995) y un acuerdo para evitar la doble imposición (2008).

## Corrupción binacional
Este artículo trata o se relaciona con un hecho o evento político reciente o actualmente en curso.

## Transporte
Hay vuelos directos entre España y Venezuela a través de las siguientes aerolíneas: Air Europa, Iberia y Plus Ultra Líneas Aéreas.

## Comercio
En 2019, el comercio entre España y Venezuela supuso la cantidad de 993 millones de euros, si bien el volumen total del comercio de ambos países se ha visto decrecido desde 2013. Las exportaciones españolas a Venezuela incluyen: alimentos,repuestos de automóviles y equipos electrónicos. Las exportaciones venezolanas a España incluyen: petróleo, pescado, aluminio, productos químicos, hierro y cacao. Empresas multinacionales españolas como Banco Bilbao Vizcaya Argentaria, Mapfre Movistar y Zara; operan en Venezuela.

## Misiones diplomáticas
- España tiene una embajada en Caracas.[33]
- Venezuela  tiene una embajada y consulado-general en Madrid[34] y consulados-generales en Barcelona,[35] Bilbao,[36] Santa Cruz de Tenerife[37] y Vigo.[38]

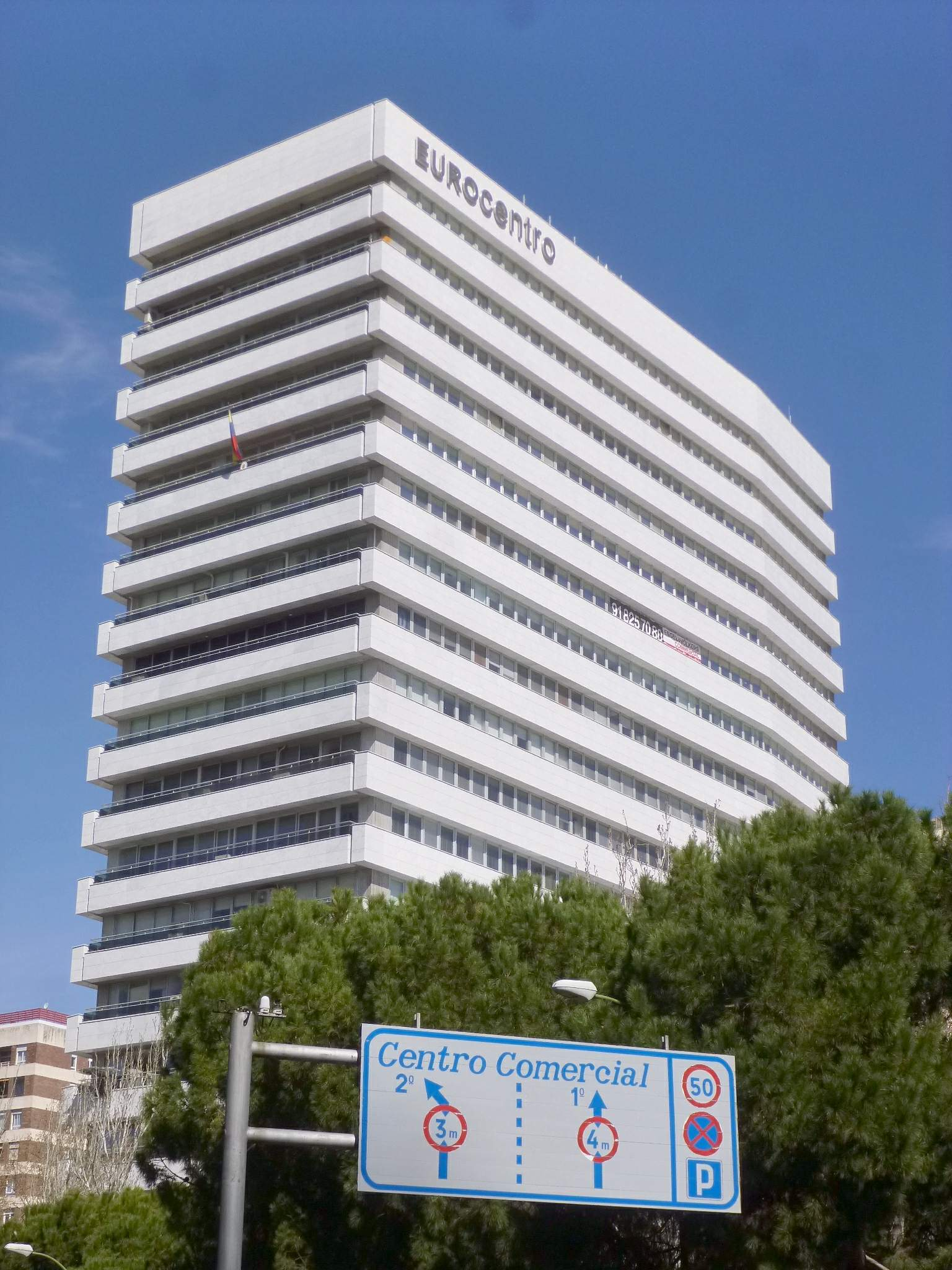
Embajada de Venezuela en Madrid.
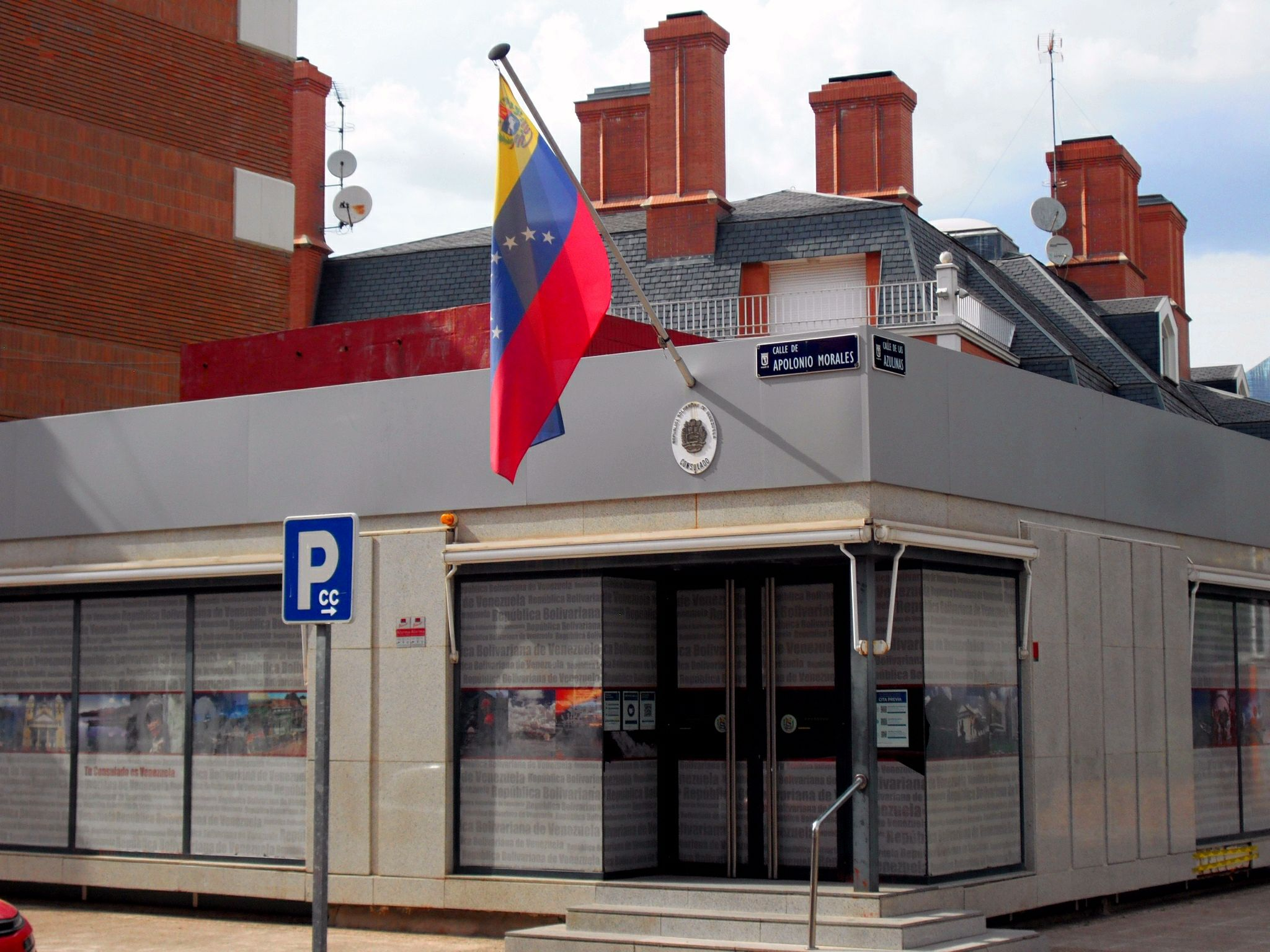
Consulado-General de Venezuela en Madrid.
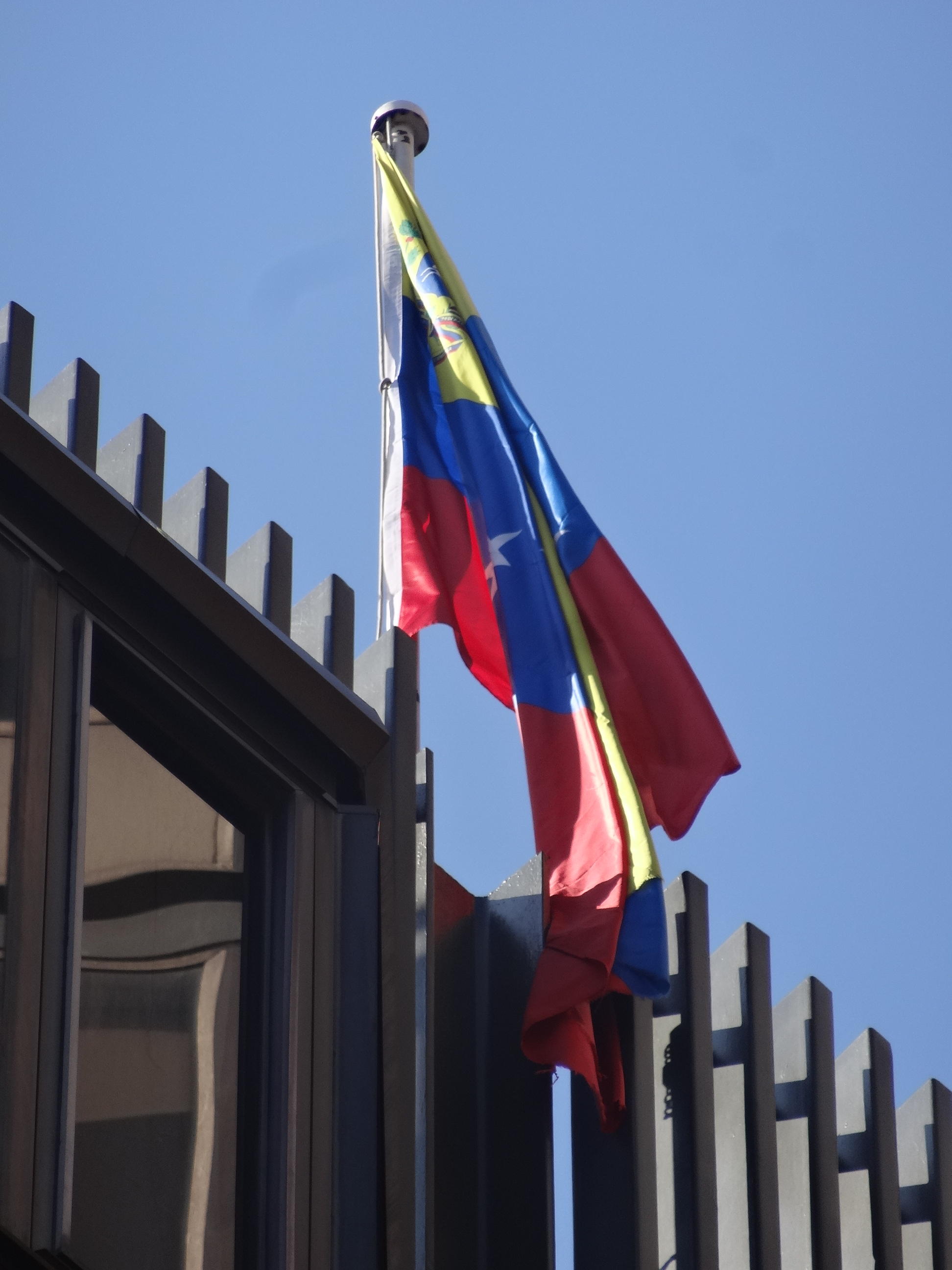
Consulado-General de Venezuela en Barcelona.